# Be Right Back
«Be Right Back» —en España: «Ahora mismo vuelvo» y en Hispanoamérica: «Vuelvo enseguida»— es el primer episodio de la segunda temporada de la serie de ciencia ficción distópica Black Mirror. Fue escrito por el creador de la serie Charlie Brooker. Dirigido por Owen Harris se estrenó en Channel 4 el 11 de febrero de 2013.
El episodio cuenta la historia de Martha (Hayley Atwell), una joven cuyo novio Ash (Domhnall Gleeson) muere en un accidente automovilístico. Para afrontar el duelo de la pérdida decide utilizar una novedad tecnológica que le permite comunicarse con una inteligencia espiritual, para mandar mensajes al cielo. El episodio ha recibido críticas positivas.

## Argumento
Martha (Hayley Atwell) y Ash (Domhnall Gleeson) son una joven pareja que decide mudarse a una remota casa en el medio del campo y a considerable distancia del pueblo más cercano. El día después de realizar la mudanza deben devolver la camioneta que habían alquilado pero, al encontrarse Martha con mucho trabajo, Ash emprende el viaje al pueblo en solitario. Esa noche, tras un grave accidente en la carretera, Ash fallece. 
Tras descubrir que está embarazada a Martha se le ofrece la posibilidad de seguir en contacto con su pareja fallecida mediante un software que es capaz de generar nuevas conversaciones, basadas en los registros que dicha persona compartió a través de las redes sociales, vía correo electrónico. Al usar todas sus comunicaciones en línea y perfiles de redes sociales, se puede crear virtualmente un nuevo "Ash". Al principio Martha se resiste pero, con el paso de los días y al ver que su situación sentimental no mejora, decide darle una oportunidad. 
Comienza a hablar mediante mensajes instantáneos, y se va sintiendo cada vez más cómoda con la situación, hasta que se ve en el deseo de volver a escuchar la voz de Ash. La representación virtual de Ash le dice que eso es posible pero que tiene solución: podría alojar videos de él dónde se escuche su voz. Martha entonces carga videos y fotos de Ash en la base de datos del servicio para que se pueda duplicar la voz y hablar con Martha por teléfono. Ella lo hace y, permitiéndose creer que está hablando con su pareja fallecida, comienza a hablar con el Ash virtual en casi en todo momento, llegando incluso a darle noticias de su embarazo. Después de que Martha rompa accidentalmente su teléfono, y sufra el inicio de un ataque de pánico al vivir la pérdida de contacto, la representación virtual de Ash le informa que hay una nueva funcionalidad del servicio pero en estado experimental: alojar en un cuerpo biónico, construido con carne sintética, la representación virtual de Ash.
Siguiendo las instrucciones del Ash artificial Martha convierte un cuerpo blanco y sintético en un androide que se parece casi exactamente a Ash con la excepción de la falta de algunas características menores como la falta de vello facial o un lunar que tenía en el pecho. Desde el momento en que se activa el androide, Martha se siente incómoda y lucha por aceptar su existencia. A pesar de que el androide la satisface sexualmente, rápidamente se siente frustrada ya que hace constantemente lo que le pide sin lugar a dudas, carece de emociones salvo cuando ella le pide que las exprese, no tiene hábitos y rasgos de personalidad que Ash tenía y evidentemente no posee libre albedrío. No obstante el servicio, al carecer de todos esos datos e información, no puede mejorar el androide. Martha decide entonces llevar al Ash artificial a un acantilado y le ordena que salte con la intención de deshacerse de él. Cuando el androide comienza a ejecutar la orden, Martha vuelve a expresar su frustración ya que el verdadero Ash le suplicaría no tener que hacerlo. Al ver el disgusto de Martha el androide comienza a suplicar que no le obligue a saltar lo que deja consternada a Martha que empieza a gritar y, finalmente, se ve incapaz de deshacerse del robot.
La narración entonces avanza a varios años más tarde y se muestra cómo Martha cría a su hija (Indira Ainger), de siete años, en la misma casa de campo pero manteniendo recluido al androide de Ash en la buhardilla. Martha le permite a su hija ver al androide sólo los fines de semana pero la niña la convence, para celebrar su cumpleaños, que le permita entrar en la buhardilla. Mientras su hija está en la buhardilla con el androide, Martha espera al final de la escalera, emocionada y a punto de llorar, antes de unirse a ellos.

## Reparto
- Hayley Atwell - Martha Powell
- Domhnall Gleeson - Ash Starmer
- Claire Keelan - Naomi Powell
- Sinead Matthews - Sarah
- Flora Nicholson - Enfermera
- Glenn Hanning - Repartidor
- Tim Delap - Simon
- Indira Ainger - Hija de Martha

## Recepción crítica
El episodio recibió amplios elogios de la crítica. Natalia Marcos y Eneko Ruiz Jiménez en el artículo "‘Black Mirror’: todos los episodios ordenados de peor a mejor" publicado en el diario El País le otorga la posición 1 de 19 reseñando: "Ahora mismo vuelvo es uno de esos capítulos de Black Mirror que lo tiene todo: un mensaje sobre la tecnología, una historia de ciencia-ficción pura y también mucha alma y sentimiento. Sabe ver tanto lo optimista como lo pesimista en este futuro cercano. El amor perdido toma forma de androide con carisma en este episodio que, además, tiene a dos protagonistas tan solventes como Hayley Atwell (la Agente Carter del universo Marvel) y el omnipresente Domhall Gleesson, que pasó de ser un androide a enamorarse de otro en Ex-Machina. Imposible que no duela".
Juan Ramón Molina Pos en el artículo "Black Mirror y “Ahora mismo vuelvo”; los peligros de la tecnología del futuro en la negociación de la pérdida" publicado en Rirca afirma: "Pueden vislumbrarse en él varios niveles de crítica a las actuales—¿y a las venideras?—tecnologías. (...) Resulta poco creíble que partiendo del perfil de una red social, algunas fotos y algunos videos pueda ser viable la creación de un clon robótico de una persona. Pero es que resulta poco creíble hoy. (...) Podríamos llegar a ser incapaces de negociar la pérdida de un ser querido, porque si nos ofrecen dos vías, una dolorosa y lenta, y otra rápida y aparentemente indolora, es probable que escogiésemos la segunda. Optaríamos por el plástico y los engranajes, antes que por la carne y las emociones".
Víctor González en el artículo "Los capítulos de Black Mirror ordenados de peor a mejor" publicado en Gonzoo le otorga la posición 2 de 7 indicando: "Los mejores episodios de Black Mirror son los más sensibles y humanos, aquellos donde el despliegue tecnológico no es tan importante como la sutileza con la que se implican en la vida de sus personajes. Así es Vuelvo enseguida, el primer capítulo de la segunda temporada, con Hayley Atwell (Agent Carter) y Domhnall Gleeson (Star Wars) como protagonistas de lujo de un precioso y doloroso cuento sobre el amor y la pérdida. Cuenta la historia de Martha, que se enfrenta a la muerte de su marido, Ash, cuando descubre que puede recrearle de forma sintética y artificial. ¿Una oportunidad para reencontrarse o un sucedáneo sin alma de Ash?".
David Sims, de The A.V. Club, le otorgó una A-, describiéndolo como un inicio de la segunda temporada de la serie "audaz" y reseñando: "es una pieza tan extraña e inquietante que se centra en el dolor de una mujer ante la repentina pérdida de su pareja, y lo 'cuidadoso' desea "el clon que compre para reemplazarlo, llenando inicialmente la brecha en su vida pero rápidamente resultando deficiente de muchas maneras".
The Independent resumió su crítica diciendo: "'Vuelvo Enseguida' funciona tan bien porque capturó el zeitgeist (espíritu de la época) de las redes sociales. Fue una historia encantadora y conmovedora, más que "15 Millones De Méritos", y muestra un mundo alejado del espeluznante Brooker al que estamos acostumbrados. Él puede escribir una historia emocional y conmovedora que te agarra el corazón. El final fue agridulce y evitó volverse demasiado trágico y deprimente con un cliché de suicidio".
Sameer Rahim en The Daily Telegraph calificó el episodio con 4 de 5 estrellas diciendo: "El episodio se refería a ideas importantes, la manera falsa con la que a veces nos presentamos en las redes sociales y nuestra creciente adicción a la vida virtual, pero también fue una conmovedora exploración del dolor. En mi opinión, es lo mejor que Brooker ha hecho ".